# وائل نجم
وائل نجم (26 مايو 1973 –)، ممثل أردني من عائلة فنية، وهو الأخ التوأم للممثل نضال نجم.

## مسيرته
بدأ مشواره الفني في التمثيل والإخراج المسرحي، وانتقل بعدها إلى العمل في الدراما التلفزيونية، شارك في عدد من المسلسلات كان أبرزها مسلسل «الشتات» الذي مُنع عرضه في أكثر من فضائية عربية، وبعدها عُرض على فضائية المنار.
انتقل نجم بعدها إلى المركز العربي للإنتاج، ليبدأ تجربة جديدة مع العمل التلفزيوني، والتي تعد الأبرز في مسيرته الفنية، فشارك في عدد من المسلسلات تمثيلا وإعدادًا، وكانت أبرز مشاركاته في مسلسل «الطريق إلى كابول» الذي توقف عرضه، ومسلسل «الأسطورة» ومسلسل «شهرزاد» الذي شارك فيه كضيف شرف في الحلقات الأولى بدور مميز.

## روابط خارجية
- وائل نجم على موقع قاعدة بيانات الأفلام العربية